# TV5 Monde
TV5 Monde és una cadena internacional de televisió que ofereix programació en llengua francesa. Va iniciar les seves emissions el 2 de gener de 1984. Anomenat TV5 fins al 2006, el canal passa a dir-se TV5 Monde (TV5 Món, en català) per emfatitzar el seu enfocament mundial. TV5 Monde és el quart canal de televisió global més gran després de MTV, CNN i BBC World. La major part de la programació són notícies, documentals, programes d'interès general i pel·lícules.
La major part del seu contingut prové de televisions franceses:
- France 2, televisió pública francesa
- France 3, televisió pública francesa
- France 5, televisió pública francesa
- Arte France
- RTBF (Radio-Télévision belge de la Communauté française), televisió del vessant francòfon de Bèlgica
- TSR (Télévision Suisse Romande), televisió Suïssa
- Radio-Canada del Canadà
- Télé-Québec del Canadà
- RFO (Réseau France Outremer)
- CIRTEF (Conseil International des Radios-Télévisions d'Expression Française).

El número 5 es refereix als cinc primers proveïdors i fundadors: TF1, Antenne 2, FR3, TSR i RTBF. El 1986 se'ls uneix un consorci del Quebec canadenc (CTQC) format per Radio-Canada i Télé-Québec. TF1 deixa de participar el 1987 arran de la seva privatització.
Les transmissions es divideixen en 8 senyals regionals satel·litaris: Àfrica, Amèrica Llatina, Àsia, EUA, Europa, França/Bèlgica/Suïssa, Orient (transmeses des de París) i Quebec/Canadà (des de Montreal).
Delphine Ernotte (presidenta de France Télévisions) és l'actual presidenta.
Els accionistes de TV5 Monde són France Télévisions (47,38%), Arte France (12,5%), TSR (11,1%), RTBF (11,1%), Radi-Canadà (6,67%), INA (6,61%), Télé-Québec (4,44%), François Bonnemain (0,06%), Thierry Bert (0,06%) i Patrice Duhamel (0,06%).